# Charlesworth Samuel
Pour les articles homonymes, voir Samuel (homonymie) et Charlesworth.
Charlesworth Samuel est homme politique antiguayen mort en janvier 2008 à Saint John's. Il a été ministre de l'agriculture de 2004 à 2008.